# Kaizer Motaung Junior
Kaizer Motaung Junior (* 8. srpna 1981 Johannesburg, Jihoafrická republika) je bývalý jihoafrický fotbalista. Jeho otcem je zakladatel Kaizer Chiefs FC Kaizer Motaung.

## Mládežnická kariéra
Jako mladý hrál za Witskou Univerzitu a za Kaizer Chiefs FC, odkud ze dostal do anglické Chelsea FC, kde na přelomu 20. a 21. století hrál v mládežnických klubech, také hrál po boku Johna Terryho nebo Robert Huthe. Později působil v TSV 1860 Mnichov

## Klubová kariéra

### TSV Mnichov 1860
Profesionální kariéru začal v B týmu německého TSV 1860 Mnichov, kde odehrál 22 zápasů.

### Kaizer Chiefs FC
V roce 2003 se dostal zpět do jihoafrického klubu Kaizer Chiefs FC, kde hrál až do ukončení kariéry.